# Contea di Trousdale
La contea di Trousdale (in inglese Trousdale County) è una contea dello Stato del Tennessee, negli Stati Uniti. La popolazione al censimento del 2000 era di 7 259 abitanti. Il suo unico insediamento è Hartsville.